# Лувьо, Арсен
Арсен Лувьо (фр. Arsène Louviau; 8 сентября 1898—1964) — бельгийский шахматист.

## Биография
Арсен Лувьо был одним из ведущих шахматистов Бельгии с конца 1910-х и до конца 1920-х годов. В 1919 году в Брюсселе он участвовал в национальном шахматном турнире. В 1921 году в Брюсселе Арсен Лувьо принял участие в 1-м шахматном конгрессе Бельгии, в котором занял 5-е место. В 1927 году в Лондоне он играл за Бельгию на третьей доске на 1-й шахматной олимпиаде (+2, =5, −8).